# Jacques Moeschal
Jacques Moeschal (Uccle, 6 settembre 1900 – 30 ottobre 1956) è stato un calciatore belga, di ruolo attaccante.

## Carriera

### Club
Moeschal giocò con il Racing Club Bruxelles dal 1919 al 1936, ovvero per tutta la sua carriera, trascorsa tra prima divisione (dal 1919 al 1931 e nella stagione 1932-1933) e seconda divisione belga.
In particolare, ha segnato in totale 92 reti in 271 partite in prima divisione.

### Nazionale
Moeschal debuttò con la nazionale belga nel 1928, venendo selezionato con la squadra che giocò le Olimpiadi 1928 e il Mondiale di calcio 1930.